# Dev Patel
Dev Patel   (Harrow, 11 d'abril de 1990) és un actor britànic. Va començar la seva carrera interpretant Anwar Kharral al drama adolescent E4 Skins (2007). El seu avenç va arribar amb el paper principal de Jamal Malik al drama de Danny Boyle Slumdog Millionaire (2008), pel qual Patel va ser nominat al premi de cinema de l'Acadèmia Britànica al millor actor.
La carrera de Patel es va expandir amb papers principals a les comèdies-drames L'exòtic Hotel Marigold (2011) i The Second Best Exotic Marigold Hotel (2015), el thriller de ciència-ficció Chappie (2015) i un paper secundari a la sèrie de HBO The Newsroom ( 2012-2014). Per la seva interpretació de Saroo Brierley al drama Lion (2016), Patel va guanyar el Premi BAFTA i va ser nominat al Oscar al millor actor secundari. Posteriorment, va protagonitzar les pel·lícules independents Hotel Mumbai (2018), The Personal History of David Copperfield (2019) i The Green Knight (2021).

## Adolescencia i educació
Dev Patel va néixer a Harrow, fill d'Anita, una treballadora de supervisió, i Raju, un consultor informàtic. Els seus pares són hindús gujaratis indis, encara que tots dos van néixer a Nairobi, Kenya, on hi ha una important comunitat índia; van emigrar a Anglaterra per separat en la seva adolescència, i es van conèixer per primera vegada a Londres. Patel es va criar en la fe hindú. Parla una mica de gujarati. Els seus avantpassats provenen de Jamnagar i Unjha a Gujarat, Índia. Va créixer al districte de Rayners Lane de Harrow i va assistir a la Longfield Primary School i a la Whitmore High School. Patel va tenir el seu primer paper com a Sir Andrew Aguecheek a la producció de l'escola de Twelfth Night' (Nit de Reis (obra de teatre)).

A l'escola secundària de Whitmore, va rebre un premi A* a GCSE Drama per la seva "interpretació d'un nen en el setge de l'escola de Beslan". El seu professor de teatre Niamh Wright ha afirmat:
| « | "Dev era un estudiant dotat que em va impressionar ràpidament amb la seva habilitat innata per comunicar una gran varietat de personatges de manera imaginativa i creativa. Va rebre una puntuació total per la seva actuació GCSE a un públic en directe i a l'examinador visitant. es va emocionar fins a les llàgrimes per la seva representació honesta." | » |

 Va completar els seus nivells A en PE, Biologia, Història i Drama el 2007 a "Whitmore High School" mentre treballava a sèrie Skins.
Patel va dir que de petit tenia "una energia sagnant" i que solia tenir problemes per això. Va començar a entrenar a la "Rayners Lane Academy of Taekwondo" l'any 2000. Va competir regularment en campionats nacionals i internacionals, inclosos els Campionats Mundials de l'AIMAA (Action International Martial Arts Association) de 2004 a Dublín, on va guanyar una medalla de bronze. El Campionat del Món va tenir lloc l'octubre de 2004, quan era cinturó vermell competint a la divisió júnior contra altres cinturons vermells i negres. Va arribar a les semifinals, on va perdre davant un cinturó negre irlandès anomenat Niall Fitzmaurice en "una lluita molt estreta i dura", i va acabar guanyant una medalla de bronze. Més tard va guanyar un cinturó negre de 1r dan el març de 2006.

## Carrera
2006–2007Treball inicial
El 2006, Patel va començar la seva carrera d'actor quan va fer una audició per a la sèrie de televisió de drama per a adolescents E4 Skins. La mare de Patel va veure l'anunci de càsting a Metro i el va portar a l'audició tot i que l'endemà tenia un examen de ciències. Després de dues audicions, va ser seleccionat en el paper d'Anwar Kharral, un adolescent musulmà britànic pakistanès. La caracterització d'Anwar es va basar en part en la personalitat de Patel i el paper va ser escrit específicament per a ell després que ell fos repartit a Skins.Bailey, Mike (actor); Murray, Hannah (actor) (8 August 2008). Cast weighs in on...Anwar. BBC America. Archived from the original (SWF) on 29 October 2021. Retrieved 26 March 2009. Patel, que no tenia experiència d'actuació professional, va dir que "el primer dia de rodatge no sabia realment què fer".
La primera sèrie del programa es va emetre el gener de 2007 i va guanyar la Rose d'Or de Drama el 2008 i va rebre una nominació a la Millor Sèrie Dramàtica als Premis BAFTA de Televisió 2008. Patel va repetir el seu paper d'Anwar per a la segona sèrie de Skins, que es va emetre el febrer de 2008. La segona sèrie de Skins va guanyar el Premi del Públic Philips als Premis BAFTA de Televisió 2009.

## 2008–2010: avançament professional
Patel va fer el seu debut al llargmetratge quan va ser seleccionat en el paper de Jamal Malik, el personatge central de la pel·lícula Slumdog Millionaire de Danny Boyle. El personatge de Jamal Malik és un nen musulmà indi nascut i criat a la pobresa de Bombai, Índia. Boyle va considerar centenars d'actors masculins joves, però va trobar que els protagonistes de Bollywood eren generalment "tipus d'herois forts i guapos", no la personalitat que buscava. La filla de Boyle, Caitlin, de 17 anys, el va indicar Skins.

Després de cinc audicions per al paper, l'actor va ser finalment elegida l'agost de 2007. El productor de la pel·lícula va trobar que l'opció original per al paper principal, Ruslaan Mumtaz, era massa atractiva per al paper. Boyle va dir:
| « | "Volia un noi que no semblés un heroi potencial; volia que es guanyés això a la pel·lícula". | » |

 va poder observar ell mateix els barris marginals de Dharavi. També va treballar en un centre d'atenció telefònica durant un dia i en un hotel, on rentava els plats.
Després de l'estrena de Slumdog Millionaire a finals de 2008, Patel va rebre diversos premis per la seva actuació, incloent un "British Independent Film Award", "National Board of Review" (NBR) Award, "Chicago Film Critics". Premi de l'Associació i dos premis "Black Reel" al millor actor i a la millor interpretació innovadora. Patel també va ser nominat com a millor actor secundari als premis "Screen Actors Guild" (SAG) 2009. El premi finalment va ser pòstum a Heath Ledger per la seva actuació a The Dark Knight (El cavaller fosc), tot i que Patel va guanyar el premi "Screen Actors Guild" a la millor interpretació d'un repartiment en una pel·lícula, que va compartir amb altres deu membres del repartiment de Slumdog Millionaire. El 8 de gener de 2009, Patel va guanyar el "Critics' Choice Award" al millor intèrpret jove. També va ser nominat a dos "London Critics Circle Film Awards", el "NAACP Image Award" com a millor actor secundari, el premi BAFTA 2009 al millor actor principal i el premi de cinema europeu al millor actor. La pel·lícula va guanyar quatre Globus d'Or, inclosa la millor pel·lícula dramàtica, i vuit premis de l'Acadèmia, inclosa la millor pel·lícula.
Patel va interpretar a Zuko a M. Night Shyamalan de M. Night Shyamalan, una adaptació cinematogràfica de la sèrie animada Avatar: The Last Airbender, que es va estrenar l'1 de juliol de 2010 amb crítiques extremadament negatives. Tot i ser un èxit comercial, la pel·lícula va ser un fracàs crític i Patel fins i tot va rebre una nominació al premi Razzie com a pitjor actor secundari aquell any, encara que el seu paper va ser ben rebut, i va ser considerat per molts com un dels aspectes positius de la pel·lícula.
Patel va protagonitzar més tard el curtmetratge The Commuter, que va ser dirigit per McHenry Brothers per promocionar el telèfon intel·ligent Nokia N8 al Regne Unit. Els fans que van guanyar una competició de Nokia UK van protagonitzar al costat de Dev Patel al curtmetratge.

## 2011-present: més elogis
Patel va protagonitzar The Best Exotic Marigold Hotel (2012), (i posteriorment a la seva seqüela de 2015, The Second Best Exotic Marigold Hotel) dirigida per John Madden, que va rebre crítiques positives i va ser un èxit de taquilla, amb una recaptació de 136 milions de dòlars. Per al paper, va haver de prendre lliçons de perfeccionament d'un accent indi-anglès.
De 2012 a 2014, Patel va tenir un paper secundari a la sèrie de televisió de HBO de 2012 The Newsroom com a Neal Sampat, blogger del presentador de notícies Will McAvoy. També va aparèixer al costat de James Franco i Heather Graham a About Cherry, que es va estrenar al 62è Festival Internacional de Cinema de Berlín de 2012.
El 2014, Patel va protagonitzar al costat de Robert Sheehan i Zoë Kravitz la pel·lícula, The Road Within, sobre tres amics improbables amb diverses discapacitats que van de viatge per carretera. La pel·lícula va rebre crítiques generalment diverses. Variety va tenir paraules positives per a les "actuacions eriçades i compromeses de Robert Sheehan, Dev Patel i Zoe Kravitz" tot i que va assenyalar que "encara que hi ha una ordre persistent en tot l'esforç que deixa un regust tens i empalagosa" que va impedir que la pel·lícula tingués èxit.
El 2015, Patel va actuar a Chappie com a enginyer que ajuda a dissenyar robots policials i com a matemàtic Srinivasa Ramanujan al biopic The Man Who Knew Infinity (L'home que coneixia l'infinit). El 2016, Patel va interpretar a Saroo Brierley a la pel·lícula biogràfica Lion, dirigida per Garth Davis i protagonitzada per Nicole Kidman i Rooney Mara, que es va estrenar amb crítiques entusiastes i "Oscar buzz" al Festival Internacional de Cinema de Toronto de 2016. La pel·lícula està basada en les memòries de Brierley A Long Way Home. Patel va ser nominat com a millor actor secundari pel seu paper als 70è premis de cinema de l'Acadèmia Britànica i als 89è premis de l'Acadèmia, guanyant el primer. És el tercer actor d'origen indi a rebre una nominació a l'Oscar.
El 2018, Patel va protagonitzar el thriller d'acció Hotel Mumbai i The Wedding Guest. El 2019, Patel va protagonitzar el personatge principal de l'adaptació d'Armando Iannucci de The Personal History of David Copperfield de Charles Dickens, per la qual va rebre una nominació al Globus d'Or 2021 al millor actor - Musical o comèdia pel·lícula. També va tornar a la televisió en un episodi de l'antologia d'Amazon Prime Modern Love.
El 2021, Patel va protagonitzar The Green Knight, basada en Sir Galvany i el Cavaller verd, dirigida per David Lowery. A l'abril d'aquell any, va signar un acord per "produir, desenvolupar i crear projectes" amb ShivHans Pictures.
El 2018, es va anunciar que faria el seu debut com a director amb la pel·lícula de thriller d'acció Monkey Man. A més de dirigir, Patel protagonitza la pel·lícula, i és acreditat com a coguionista i productor. El rodatge es va acabar el 2021. La pel·lícula estava inicialment programada per ser distribuïda per Netflix, però Jordan Peele, després de veure la pel·lícula, va considerar que es mereixia una estrena en cinemes, així que la va adquirir a Netflix sota la seva bandera Monkeypaw Productions, que té un acord de distribució amb Universal Pictures.
El 2023, Patel va aparèixer a The Wonderful Story of Henry Sugar de Wes Anderson, una adaptació d'un conte de Roald Dahl, i protagonitzada amb Benedict Cumberbatch, Ralph Fiennes i Ben Kingsley. Patel serà el productor executiu i protagonitzarà la mini sèrie de Miramax The Key Man com a empresari deshonrat Arif Naqvi. i es va unir a Olivia Colman per a Wicker.

## Vida personal
Patel va començar a sortir amb la seva coprotagonista de Slumdog Millionaire, Freida Pinto, el 2009. El 10 de desembre de 2014, la parella va anunciar que s'havien separat després de gairebé sis anys de parella.
El març de 2017, la relació de Patel amb l'actriu australiana Tilda Cobham-Hervey es va fer pública. Es van conèixer nou mesos abans al plató de lHotel Mumbai. L'abril de 2022 es van traslladar a la ciutat natal de Cobham-Hervey, Adelaide, al sud d'Austràlia. L'agost de 2022, Patel va aparèixer a les notícies locals després d'haver trencat en una baralla a Gouger Street al centre de la ciutat d'Adelaida.

## Filmografia
Film

| Any  | Títol                                             | Rol                           | Notes                                                                     |
| ---- | ------------------------------------------------- | ----------------------------- | ------------------------------------------------------------------------- |
| 2008 | Slumdog Millionaire                               | Jamal Malik                   |                                                                           |
| 2010 | The Last Airbender                                | Prince Zuko                   |                                                                           |
| 2011 | The Best Exotic Marigold Hotel                    | Sonny Kapoor                  |                                                                           |
| 2012 | About Cherry                                      | Andrew                        |                                                                           |
| 2014 | The Road Within                                   | Alex                          |                                                                           |
| 2015 | The Second Best Exotic Marigold Hotel             | Sonny Kapoor                  |                                                                           |
| 2015 | Chappie                                           | Deon Wilson                   |                                                                           |
| 2016 | The Man Who Knew Infinity                         | Srinivasa Ramanujan           |                                                                           |
| 2016 | Only Yesterday                                    | Toshio (veu)                  | Doblatge en anglès                                                        |
| 2016 | Lion                                              | Saroo Brierley                |                                                                           |
| 2018 | Hotel Mumbai                                      | Arjun                         |                                                                           |
| 2018 | The Wedding Guest                                 | Jay                           |                                                                           |
| 2019 | The Personal History of David Copperfield         | David Copperfield             |                                                                           |
| 2019 | I Lost My Body                                    | Naofel (veu)                  | Doblatge en anglès                                                        |
| 2020 | Roborovski                                        |                               | Pel · lícula curta; la va co-escriure i codirigir amb Tilda Cobham-Hervey |
| 2021 | The Green Knight                                  | Gawain                        |                                                                           |
| 2023 | The Wonderful Story of Henry Sugar                | Dr. Chatterjee / John Winston | Short film                                                                |
| 2023 | Poison                                            | Bosques                       | Short film                                                                |
| 2024 | The Wonderful Story of Henry Sugar and Three More | Diversos                      | Segments: "The Wonderful Story of Henry Sugar" "Poison"                   |
| 2024 | Monkey Man                                        | Kid                           | Also writer, producer and director                                        |
| 2025 | Rabbit Trap                                       | TBA                           | Post-production                                                           |

## Television
| Any       | Títol            | Rol           | Notes                                        |
| --------- | ---------------- | ------------- | -------------------------------------------- |
| 2007–2008 | Skins            | Anwar Kharral | 18 episodis                                  |
| 2009      | Mister Eleven    | Hotel Waiter  | Episodis "1.1"                               |
| 2012–2014 | The Newsroom     | Neal Sampat   | Paper principal; 3 sessions                  |
| 2019      | Modern Love      | Joshua        | Episodi: "When Cupid Is a Prying Journalist" |
| 2019      | India From Above | Narrator      | 2 episodis                                   |

## Video jocs
| Any  | Títol              | Rol  | Notes |
| ---- | ------------------ | ---- | ----- |
| 2010 | The Last Airbender | Zuko |       |